# Рочегда
Ро́чегда — посёлок (в 1958—2005 — посёлок городского типа) в Виноградовском районе Архангельской области. Административный центр Рочегодского сельского поселения в 2004—2021 годах.

## Этимология
Название посёлка произошло от одноимённой речки Рочегда, протекающей по Запани (см.ниже) в Рочегде и впадающей в Северную Двину. Название Рочегда, возможно, финно-угорского происхождения, и может означать — шведский дом. Также, в рамках финно-угорской версии: «руч» означает «лиса» (например, на языке коми), а «-гда» — это формант, тот же, что и в топонимах Вычегда, Вологда, Чагода, Судогда. По другой версии, название произошло от польского слова «роче» — «стоянка».

## География
Посёлок расположен в среднем течении Северной Двины, на берегу пристань. Северная часть посёлка называется Запань. Там расположено Вареньгское плотбище. C Осиновским сельским поселением граничит деревня Плёсо (Никитинская). От Архангельска до остановочного пункта Рочегда — 347,5 км. Рочегодское сельское поселение было расширено за счёт того, что к нему были присоединены Кургомень, Сергеевская (Троица), Топса.

## История
Строительство посёлка и узкоколейной железной дороги началось 2 октября 1942 года, заключёнными ГУЛага и крестьянами из соседнего села Конецгорье. В 1944 году строительство завершилось и был основан Конецгорский ЛПХ. Со временем, Рочегда вышла на второе место в районе по численности населения. До 1958 года леспромхоз был приписан к Кургоминскому сельскому совету. В 1958 году был организован Рочегодский поселковый совет. В 1973 году большинство жителей посёлка Нондрус, закрытого из-за истощения лесфонда, было переселено в Рочегду.

## Население
| 1959  | 1970  | 1979  | 1989  | 2002  | 2009  | 2010  |
| ----- | ----- | ----- | ----- | ----- | ----- | ----- |
| 3923  | ↗4237 | ↘3616 | ↘2999 | ↘2456 | ↘2351 | ↘1989 |
| 2012  |       |       |       |       |       |       |
| ↗2009 |       |       |       |       |       |       |

На 1.01.2009 года в посёлке было 2351 чел., из них — 908 пенсионеров.

## Экономика
Лесозаготовка — Конецгорский леспромхоз.Ныне не существует. На территории поселка Сельменьга действует Виноградовское отделение УЛК.

## Транспорт
В Рочегде действует паромная переправа через реку Северная Двина. Через посёлок проходит автодорога Усть-Ваеньга — Конецгорье — Рочегда — Кургомень — Сельменьга — Борок. В леспромхозе имеется лесовозная Конецгорская узкоколейная железная дорога.Разобрана в 2018 году.

## Василий Алексеев
С 1953 года по 1961 год в Рочегде жил и учился Василий Алексеев, будущий великий советский спортсмен (тяжёлая атлетика), заслуженный мастер спорта СССР (1970), заслуженный тренер СССР (1991), двукратный олимпийский чемпион (1972 и 1976).

## Достопримечательности
- Памятный знак с надписью: «Вечная память заключённым и умершим полякам и людям других национальностей. На этом месте в 1939—1943 годах находилось Конецгорское отделение ГУЛАГа».
- Храм в честь Иверской иконы Божией Матери, поселок Рочегда[14]
- На месте старинных разрушенных храмов в этом районе установлено шесть поклонных крестов[14]

## Вареньгское городище
Севернее посёлка Рочегда на правом высоком берегу реки Северной Двины, между ручьём Королевик и долиной реки Сухая Вареньга, находится Старое городище и Могильник XIV—XV веков. На этом месте располагался городок языческого чудского князя.